# Паненски Тинец
Паненски Тинец (чеш. Panenský Týnec) је насељено мјесто са административним статусом варошице (чеш. městys) у округу Лоуни, у Устечком крају, Чешка Република.

## Становништво
Према подацима о броју становника из 2014. године насеље је имало 453 становника.